# Ormosia ingloria
Ormosia ingloria är en tvåvingeart som beskrevs av Alexander 1929. Ormosia ingloria ingår i släktet Ormosia och familjen småharkrankar. Inga underarter finns listade i Catalogue of Life.